# Kennedy (film, 2023)
 (juin 2023).
Si vous disposez d'ouvrages ou d'articles de référence ou si vous connaissez des sites web de qualité traitant du thème abordé ici, merci de compléter l'article en donnant les références utiles à sa vérifiabilité et en les liant à la section « Notes et références ».
Pour les articles homonymes, voir Kennedy.
Pour plus de détails, voir Fiche technique et Distribution.
Kennedy est un film indien réalisé par Anurag Kashyap, sorti en 2023.

## Fiche technique
Sauf indication contraire, les informations mentionnées dans cette section peuvent être confirmées par la base de données cinématographiques IMDb,  présente dans la section « Liens externes ».
- Titre français : Kennedy
- Réalisation : Anurag Kashyap
- Scénario : Anurag Kashyap
- Costumes : Sawant Prashant
- Photographie : Sylvester Fonseca
- Montage : Tanya Chhabria et Deepak Kattar
- Musique : Raghav Bhatia et Aamir Aziz
- Pays d'origine :  Inde
- Langue originale : hindi
- Sous-titres français : François-Xavier Durandy
- Format : couleur - Dolby Digital
- Genre : action, drame, policier, thriller
- Durée : 142 minutes
- Date de sortie :
  - France : 24 mai 2023 (festival de Cannes - Séances de minuit)
  - Suisse : 1er juillet 2023 (Festival international du film fantastique de Neuchâtel)

## Distribution
- Rahul Bhat : Kennedy
- Sunny Leone : Charlie

## Distinction

### Sélection
- Festival de Cannes 2023 : Séances de minuit